# Sardaukarok
A sardaukarok Frank Herbert Dűne-univerzumának azon kitalált katonai alakulatai, amelyek közvetlenül az uralkodót szolgálják. Erejük nagyjából azonos a Landsraad Nagy Házainak egyesített katonai erejével.

## Története
Kiképzésük helye a zord éghajlatú Salusa Secundus birodalmi börtönbolygó. A katonák többsége fegyenc, akiknek csak kis százaléka éli túl a kemény kiképzést, azonban akiknek sikerül, azok Padisah Császár kiváló és fanatikus elitharcosaivá válnak. Félelmet nem ismerve büszkén és fennhéjázva bárkivel megküzdenek, azonban épp ez okozza bukásukat is, lévén soha senkitől sem szenvedtek vereséget, így  végül is túlságosan elbízták magukat.
Az eredeti Duncan Idahót sardaukar katonák ölik meg az Arrakison.
A sardaukarokat végül az arrakisi felkelésben legyőzik a Paul Atreides által vezetett és kiképzett sivatagi fremen harcosok.